# 33⅓
33⅓ è il diciassettesimo album di John Farnham, pubblicato nel 2000 per l'etichetta Sony BMG.

## Tracce
1. "That Driving Beat" (W. Mitchell) – 2:26
2. "Trying To Live My Life Without You" (E. Williams) – 3:27
3. "You Don't Know Like I Know" (I. Hayes, D. Porter) – 2:47
4. "Everything Is Gonna Be All Right" (W. Mitchell) – 3:15
5. "Man Of The Hour" (S. Hostin, D. Deviller, S. Kipner) – 4:10
6. "I've Been Lonely For So Long" (J. Weaver, P. Knight) – 4:42
7. "That's What Love Will Make You Do" (M. Campbell) – 4:10
8. "I Can't Get Next To You" (B. Strong, N. Whitfield) – 5:02
9. "You're The Only One" (M. Bainbridge) – 4:20
10. "I Thank You" (I. Hayes, D. Porter) – 3:50
11. "Soul Reason" (J. Pescetto, S. Diamond) – 4:14
12. "The Way" (G. Wells) – 4:44
13. "Walk Away" (O. Sain) – 4:20

## Formazione
- John Farnham - voce
- Stuart Fraser - chitarra
- Angus Burchall - batteria
- Craig Newman - basso
- Chong Lim - tastiera